# Hermannia alnifolia
Hermannia alnifolia es una especie de arbusto perteneciente a la familia de las malváceas. Es originaria de Sudáfrica.

## Descripción
Es un arbusto perennifolio de pequeño tamaño, que alcanza una altura de 0,2 a 2 m en altitudes de 75 - 1630 metros.